# Ludwig Rühle
Ludwig Rühle (* 19. Juni 1895 in Nenderoth; † 1967 in Weilburg) war ein deutscher Mundart- und Heimatdichter in Mittelhessen.

## Leben
Ludwig Rühle wurde als jüngstes Kind von fünf Geschwistern geboren und  wuchs in einer kleinbäuerlichen Familie auf. Nach seiner Konfirmation trat Ludwig Rühle  eine Banklehre in Weilburg an. Sein Beruf führte ihn später von Weilburg über Limburg nach Frankfurt, wo er in der kaufmännischen Revisionsabteilung der Stadtverwaltung tätig war. Nach erfolgreichem Selbststudium an der  Universität bestand er schließlich das Wirtschaftsprüferexamen. In Bremen war er als Wirtschaftsprüfer bei internationalen Großunternehmen tätig. Nach der Pensionierung kehrte er in seine Heimat zurück und richtete in Weilburg seinen Alterssitz ein, wo er auch verstarb.

## Themen
Zu Beginn der 1930er Jahre erschienen drei schmale Bände mit Gedichten in mittelhessischer Mundart. Sie hoben sich von der damals üblichen Volkstümelei und der Blut-und-Boden-Mystik, die für die Heimatliteratur jener Tage kennzeichnend war, ab.
Die Themen drehten sich um die Arbeit auf den Feldern im Wechsel der Jahreszeiten, Alt und Jung, Charaktere und Originale, Freud und Leid. Es umfasste  die breite Palette dörflichen Lebens, welches mit Einfühlsamkeit und  Verständnis und in nuancenreicher Sprache dargestellt wird. Humor und  bisweilen auch ein Sinn fürs Groteske kennzeichnen seine Dichtung.
Nach 1945 waren diese Gedichte weitgehend vergessen, ihr Verfasser, Ludwig Rühle, hing in seinem bürgerlichen Brotberuf fest. Der Dichter aus Nenderoth,
der davon geträumt hatte, dass er, wie er einmal zugab, ein zweiter Peter Rosegger hatte werden wollen, starb 1967 in Weilburg.
Eine Initiative in seinem Heimatdorf Nenderoth hat beschlossen sein Andenken zu wahren und ihn einer breiteren Öffentlichkeit bekannt zu machen.

## Werke
- Ei dann wolle merr emal! 1956, DNB 454225016.
- Basalt im Wacholderland. 1957, DNB 454225008.
- Eich will dr. mol n Spass verzehl! 1965, DNB 454225024.
- Wäj mihr häj schwäzze, gitt kaan Minsch naut uh. Gedichte. Nenderother Heimatstube, 2004, OCLC 177292663.